# 陈熔
陈熔（？—？），或作陈镕，浙江山阴（今浙江绍兴）人，清朝政治人物。监生出身。
道光二十七年十二月（1848年1至2月）陈熔接替李蒙泉任嘉定县知县一职，道光二十八年（1848年）荆道复以布库大使身份代理知县，道光三十年（1850年）陈熔回任。
咸豐元年（1851年）六月再由罗景烜代理嘉定县知縣，七月陈熔回任。同年十一月陈熔調任江阴县，接替蔡琳任知县；咸豐二年（1852年）由翟观接任。原嘉定县知縣一職則於咸豐二年二月由张凤纶代理。

### 腳註
1. 1 2 3  缪荃孙等. .
2. ↑  缪荃孙等. .

### 其他
- 编纂委员会. . 上海: 上海社会科学院出版社. 2001年. ISBN 7-80618-881-9.

| 前任： 李蒙泉     | 嘉定县知县 1848年         | 繼任： 荆道复代理 |
| 前任： 荆道复代理 | 嘉定县知县 1850年－1851年 | 繼任： 罗景烜代理 |
| 前任： 罗景烜代理 | 嘉定县知县 1851年         | 繼任： 空缺       |
| 前任： 蔡琳       | 江阴县知县 1851年－1852年 | 繼任： 翟观       |